# Vorticismo
Vorticismo, teoria estética criada por Ezra Pound, em que o escritor mantém diversos aspectos do imagismo e adiciona uma determinada estilização gráfica em seus poemas, que podem ser considerados como precursores da poesia concreta. Outra inovação estética é o conceito de poesia como "condensação".
É o mesmo movimento britânico pertencente ao campo artístico da pintura do início do século XX com influência cubista e futurista, tendo seu expoente em Wyndham Lewis.
Ezra Pound, assíduo companheiro de Wyndham Lewis, descreveu um artigo citando as diferenças entre vorticismo e futurismo: « O futurismo descende do impressionismo. Na medida em que constitui um movimento artístico é uma espécie de impressionismo acelerado. É uma arte de superfície, ou extensiva, em contraste com o vorticismo, que é intensivo ». O futurismo é essencialmente uma aceleração de imagens sucessivas - como o "Nu descendo as escadas", de Marcel Duchamp; O vorticismo amplia essa aceleração em profundidade, criando um turbilhão de perspectivas, ou seja, um vórtice.
O vorticismo, nas artes plásticas, foi um importante contributo dos pintores ingleses para a arte moderna anterior à I Guerra Mundial, embora o holocausto lhe tenha imposto um rápido fim, e, na poesia, um importante conceituador para o pós-imagismo de Pound e seus seguidores, como T. S. Eliot.
Os seus principais artistas são: Ezra Pound, Wyndham Lewis, William Roberts e Frederick Etchells.
O vorticismo publicou dois números da revista BLAST.